# Saint-Igest
 Saint-Igest  là một xã ở tỉnh Aveyron, thuộc vùng Occitanie ở miền nam nước Pháp.